# 加藤治彦
加藤治彦（かとう はるひこ、1952年7月21日 - ）は、日本の財務官僚。大臣官房審議官（主税局担当）、国税庁次長、主税局長、国税庁長官を歴任。東京都世田谷区太子堂1丁目在住。

## 来歴
愛知県出身。東京大学法学部第2類（公法コース）卒業。1975年 大蔵省に入省（証券局総務課）。1980年7月 関税務署長。
1985年7月に主税局税制第三課長補佐となって以降は主税局中心にキャリアを積んでいく。2002年7月から主税局担当の大臣官房審議官を4年間務め、2006年7月より国税庁次長。2007年7月10日 主税局長。2009年7月14日より国税庁長官。2010年7月30日に退官。
同年9月1日（株）ドリームインキュベータ専任特別顧問。2011年1月28日（株）証券保管振替機構代表取締役専務取締役。同年6月（株）証券保管振替機構代表取締役社長。2014年3月キヤノン（株）取締役。2015年3月四季（株）取締役。2015年7月（株）証券保管振替機構取締役兼代表執行役社長。2017年5月トライオン（株）取締役。2019年3月（株）証券保管振替機構取締役。2019年6月 トヨタ自動車（株）常勤監査役。2023年6月ニチコン（株）取締役。2023年、瑞宝重光章受章。

## 官歴
- 1975年4月：大蔵省に入省（証券局総務課）
- 1976年9月：大臣官房調査企画課
- 1977年7月：大阪国税局調査部
- 1978年7月：国際金融局企画課
- 1980年7月：関税務署長
- 1981年7月：国税庁長官官房人事課長補佐
- 1983年7月：銀行局銀行課長補佐（長銀、信託、外国業務担当）[1]
- 1985年7月：主税局税制第三課長補佐（総括・地方税担当）[9]
- 1987年7月：主税局税制第一課長補佐（所得税担当）[10]
- 1989年7月：主税局税制第二課長補佐（総括・酒税担当）[11]
- 1990年7月：大臣官房企画官兼主税局総務課
- 1991年6月：大臣官房企画官兼主税局税制第一課
- 1992年7月：三重県総務部長
- 1995年7月：主計局主計官（外務、通産、経済協力担当）
- 1996年7月：主計局主計官（地方財政、補助金、大蔵担当）
- 1997年7月：主税局税制第二課長
- 1998年7月：主税局税制第一課長
- 1999年7月：主税局総務課長
- 2000年7月：大臣官房総合政策課長
- 2002年7月：大臣官房審議官（主税局担当）
- 2006年7月：国税庁次長
- 2007年7月：主税局長
- 2009年7月：国税庁長官
- 2010年7月：退官